# Karl Wilhelm Finck von Finckenstein
Karl Wilhelm Finck von Finckenstein (ur. 11 lutego 1714, zm. 3 stycznia 1800) – pruski polityk i dyplomata, faworyt Fryderyka Wielkiego. W latach 1749–1777 pierwszy minister Królestwa Prus.
Jego ojcem był feldmarszałek pruski i guwerner księcia koronnego Fryderyka (przyszły król Prus Fryderyk II Wielki).
Karl Wilhelm studiował w Genewie. W 1735 roku pojechał do Francji i Holandii jako członek legacji dyplomatycznej, niedługo potem wysłany został jako poseł pruski do Sztokholmu, gdzie pozostał do 1740 roku.
Fryderyk II Wielki znał go od dzieciństwa i ufał mu jak mało komu. W roku 1742 wysłał go jako posła do Wielkiej Brytanii, w 1744 roku do Szwecji, gdy siostra króla Luiza Ulryka poślubiła szwedzkiego króla Fryderyka I. W roku 1747 Finck został posłem na dworze carskim.
Gdy w 1749 roku dymisję złożył pierwszy minister Heinrich von Podewils, Finckenstein przejął kompetencje jego w polityce zagranicznej, a Georg Dietloff von Arnim-Boitzenburg (1679-1753) sprawy wewnętrzne. Po śmierci Dietlofa Finckenstein był jedynym pierwszym ministrem Prus.
Fryderyk zwierzał się Finckowi ze wszystkich problemów państwa. Dla niego przeznaczona była tajna instrukcja królewska z 10 stycznia 1757 roku, która pisana była przez załamanego porażkami Fryderyka.
, w wieku 85 lat.